# Monodelphis unistriata
A Cuíca-de-uma-listra (vernáculo artificial derivado das línguas espanhola e inglesa) (Monodelphis unistriata) é uma espécie de marsupial da família Didelphidae. Pode ser encontrada na Argentina, província de Misiones, e no Brasil, no estado de São Paulo. Apenas dois espécimes são conhecidos, e nenhum registro é feito desde 1899.